# Chủ quan
Tính chủ quan là một khái niệm triết học trung tâm, liên quan đến ý thức, tác nhân, nhân vị, thực tế, và sự thật, mà được được nhiều nguồn khác nhau xác định. Ba định nghĩa phổ biến bao gồm tính chủ quan là chất lượng hoặc điều kiện của:
- Một cái gì đó là một chủ thể, nghĩa hẹp là một cá nhân sở hữu những trải nghiệm có ý thức, chẳng hạn như quan điểm, cảm giác, niềm tin và mong muốn.[1]
- Một cái gì đó là một chủ thể, có nghĩa rộng là một thực thể có tác nhân, nghĩa là nó hành động hoặc nắm quyền lực đối với một số thực thể khác (một đối tượng).[2]
- Một số thông tin, ý tưởng, tình huống hoặc vật lý chỉ được coi là đúng theo quan điểm của một hoặc nhiều chủ thể.

Những định nghĩa khác nhau về tính chủ quan đôi khi được kết hợp với nhau trong triết học. Thuật ngữ này được sử dụng phổ biến nhất như một lời giải thích cho những gì ảnh hưởng, thông báo và thiên vị những đánh giá của mọi người về sự thật hoặc thực tế; nó là tập hợp các nhận thức, kinh nghiệm, kỳ vọng và sự hiểu biết cá nhân hoặc văn hóa và niềm tin về một hiện tượng bên ngoài, dành riêng cho một chủ thể.
Tính chủ quan trái ngược với triết lý về tính khách quan, được mô tả như một quan điểm về sự thật hoặc hiện thực không có bất kỳ sự thiên vị, giải thích, cảm xúc và trí tưởng tượng nào.

## Triết học
Sự nổi lên của khái niệm chủ quan có nguồn gốc triết học trong suy nghĩ của Descartes và Kant, và sự phát biểu của nó trong suốt thời kỳ hiện đại phụ thuộc vào sự hiểu biết về những gì tạo nên một cá nhân. Đã có nhiều cách giải thích khác nhau về các khái niệm như bản ngã và linh hồn, và bản sắc hoặc tự ý thức nằm ở gốc rễ của khái niệm chủ quan.
Chủ quan, ví dụ, thường là chủ đề ngầm của chủ nghĩa hiện sinh, Sartre là một trong những người đề xuất chính của nó nhấn mạnh tính chủ quan trong hiện tượng học của ông. Không giống như đồng nghiệp Merleau-Ponty, Sartre tin rằng, ngay cả trong lực lượng vật chất của xã hội loài người, bản ngã là một thực thể siêu việt, ví dụ, trong opus Tồn tại và hư vô của Sartre thông qua những lập luận của ông về 'sự tồn tại của người khác' và 'cho chính mình'(nghĩa là một con người khách quan và chủ quan).
Cốt lõi bên trong nhất của tính chủ quan nằm trong một hành động duy nhất của Fichte gọi là tự đặt ra, trong đó mỗi đối tượng là một điểm tự chủ tuyệt đối, có nghĩa là nó không thể hạ mức xuống còn một khoảnh khắc trong mạng lưới các nguyên nhân và hậu quả.